# Camilo Vargas
Camilo Vargas (Bogotá, 9 de março de 1989), é um futebolista Colombiano que atua como goleiro. Atualmente, joga pelo Atlas.

## Títulos

### Santa Fe
- Copa Colômbia: 2009
- Campeonato Colombiano: Apertura 2012
- Superliga Colombiana: 2013
- Campeonato Colombiano: Finilização 2014

#### Atlas
Liga MX: Apertura 2021